# Er kam aus der Sonne
Er kam aus der Sonne, Alternativtitel Pfad der Gewalt (Originaltitel: The Quick and the Dead) ist ein US-amerikanischer Western von Robert Day aus dem Jahr 1987 mit Sam Elliott in der Hauptrolle, nach einem Roman von Louis L’Amour, der für HBO produziert wurde.

## Handlung
Im Wyoming des Jahres 1876 will die Familie McKaskel in den Westen gehen. Als in ihrem Treck die Cholera ausbricht, ziehen sie alleine weiter. In der Ortschaft Bender’s Place treffen sie erstmals auf Doc Shabitt und seine Bande, welche der Familie fortan nachstellt und ihnen schließlich in der Wildnis versucht die Pferde zu stehlen. Ein Fremder namens Con Vallian kommt ihnen zu Hilfe und unterstützt sie gegen die aggressiven Verfolger.

## Produktion und Veröffentlichung
Gedreht wurde der Film in Arizona. Die Musik komponierte der US-amerikanische Songwriter und Countrysänger Steve Dorff (* 1949).
Premiere des Films in den USA war am 28. Februar 1987. In Westdeutschland wurde der Film im Oktober 1988 als Video veröffentlicht.